# Helen Forrest
Helen Forrest, właśc. Helen Fogel (ur. 12 kwietnia 1917 w Atlantic City, zm. 11 lipca 1999 w Los Angeles) – amerykańska wokalistka jazzowa.

## Życiorys
Pochodziła z żydowskiej rodziny z New Jersey. Karierę rozpoczęła w radiu BBC pod pseudonimem Bonnie Blue. Popularność zyskała występując z orkiestrą Artie Shawa. Współpracowała też z m.in. Bennym Goodmanem, Lionelem Hamptonem, Harrym Jamesem oraz orkiestrą Tommy Dorseya. Trzykrotnie wychodziła za mąż.
Najpopularniejsze nagrania: "They Say", "All the Things Are You", "I Had the Craziest Dream", "I Don't Want to Walk Without You", "Some Sunday Morning".